# Pallamano Conversano 2022-2023
Questa pagina raccoglie i dati riguardanti la Pallamano Conversano nelle competizioni ufficiali della stagione 2022-2023.

## Mercato
| Acquisti | Acquisti          | Acquisti          | Acquisti   | Acquisti |
| R.a      | Nome              | da                | Modalità   | Note     |
| -------- | ----------------- | ----------------- | ---------- | -------- |
| TS       | Mateusz Wróbel    | Wybrzeże Gdańsk   | definitivo | [ 1 ]    |
| AS       | Gabriele Iachemet | Pressano          | definitivo | [ 2 ]    |
| TS       | Thomas Brantsch   | Eppan             | definitivo | [ 3 ]    |
| AD       | Juan Pauloni      | Agro Topoľčany    | definitivo | [ 4 ]    |
| PV       | Ryadh Souid       | Pontault-Combault | definitivo | [ 5 ]    |
| C        | Pablo Marrochi    | Cavigal Nizza     | definitivo | [ 6 ]    |
| AD       | Martín Arakaki    | Errokomo          | definitivo | [ 7 ]    |
| TS       | Davide Di Maggio  | Ferrara United    | definitivo | [ 8 ]    |

| Cessioni | Cessioni                | Cessioni        | Cessioni   | Cessioni |
| R.       | Nome                    | a               | Modalità   |          |
| -------- | ----------------------- | --------------- | ---------- | -------- |
| AD       | Gian Valentino Rossetto | River Plate     | definitivo |          |
| AS       | Demis Radovčić          |                 | ritiro     |          |
| PV       | Umberto Giannoccaro     |                 | ritiro     |          |
| TS       | Sedžad Abdurahmanović   | Krivaja         | definitivo |          |
| TS       | Alessio Moretti         | Cassano Magnago | definitivo |          |
| AD       | Gabriele Saitta         | Cassano Magnago | definitivo |          |

## Rosa

### Giocatori
| N° | Naz.                 | Ruolo | Sportivo                   | Anno | Alt. | Peso |
| -- | -------------------- | ----- | -------------------------- | ---- | ---- | ---- |
| 1  | Italia (bandiera)    | P     | Pasquale Di Caro           | 2000 | 185  | 90   |
| 12 | Italia (bandiera)    | P     | Pasqualino Di Giandomenico | 1994 | 192  | 104  |
| 22 | Italia (bandiera)    | P     | Emiliano Alfarano          | 2005 | 180  | 62   |
| 4  | Argentina (bandiera) | A     | Martín Arakaki             | 1999 | 175  | 78   |
| 6  | Italia (bandiera)    | PV    | Gianpaolo Sciorsci         | 2000 | 193  | 92   |
| 7  | Italia (bandiera)    | T     | Davide Di Maggio           | 1995 | 190  | 88   |
| 9  | Argentina (bandiera) | A     | Juan Agustín Pauloni       | 2000 | 180  | 74   |
| 10 | Italia (bandiera)    | C     | Ignazio Degiorgio          | 1999 | 180  | 75   |
| 11 | Italia (bandiera)    | T     | Thomas Brantsch            | 1998 | 190  | 85   |
| 17 | Svezia (bandiera)    | T     | Jacob Leif Nelson          | 1988 | 188  | 87   |
| 18 | Tunisia (bandiera)   | PV    | Ryadh Souid                | 1987 | 194  | 110  |
| 19 | Italia (bandiera)    | C     | Massimiliano Possamai      | 2001 | 188  | 90   |
| 25 | Italia (bandiera)    | C     | Pablo Marrochi             | 1986 | 192  | 98   |
| 27 | Italia (bandiera)    | A     | Gabriele Iachemet          | 2002 | 176  | 73   |
| 29 | Polonia (bandiera)   | T     | Mateusz Wròbel             | 1993 | 193  | 102  |
| 33 | Italia (bandiera)    | T     | Jacopo Lupo                | 1995 | 188  | 100  |
| 44 | Italia (bandiera)    | A     | Francesco Rossi            | 2004 | 172  | 73   |

### Staff Tecnico & Medico
- Allenatore:  Alessandro Tarafino
- Vice Allenatore:  Giuseppe Fanelli
- Allenatore Portieri:  Leonardo Lopasso
- Preparatore Atletico:  Patrizio Pacifico
- Fisioterapista:  Michele Angelo Renna